# Strongylogaster multifasciata
Strongylogaster multifasciata é uma espécie de insetos himenópteros, mais especificamente de moscas-serra pertencente à família Tenthredinidae.
A autoridade científica da espécie é Geoffroy, tendo sido descrita no ano de 1785.
Trata-se de uma espécie presente no território português.